# Pleistocen
| Kvartär de senaste 2,58 miljoner åren | Kvartär de senaste 2,58 miljoner åren | Kvartär de senaste 2,58 miljoner åren | Kvartär de senaste 2,58 miljoner åren |
| Period (System)                       | Epok (Serie)                          | Ålder (Etage)                         | Miljoner år sedan                     |
| ------------------------------------- | ------------------------------------- | ------------------------------------- | ------------------------------------- |
| Kvartär                               | Holocen                               | Meghalaya                             | 0,004–0,000                           |
| Kvartär                               | Holocen                               | Northgrip                             | 0,008–0,004                           |
| Kvartär                               | Holocen                               | Greenland                             | 0,012–0,008                           |
| Kvartär                               | Pleistocen                            | Övre                                  | 0,129–0,012                           |
| Kvartär                               | Pleistocen                            | Chiba                                 | 0,774–0,129                           |
| Kvartär                               | Pleistocen                            | Calabria                              | 1,80–0,774                            |
| Kvartär                               | Pleistocen                            | Gela                                  | 2,58–1,80                             |
| Neogen                                | Pliocen                               | Piacenza                              | tidigare                              |

Pleistocen är en geologisk epok som sträcker sig från cirka 2 580 000 år sedan till ungefär 11 700 år sedan. Under pleistocen sker omfattande nedisningar på norra jordklotet, som vanligen benämns istider. Tidsperioden utgör huvuddelen av kvartärtiden, en tidsperiod som också innefattar holocen. 
Den skotske geologen Charles Lyell introducerade namnet pleistocen i mitten av artonhundratalet baserat på lagerstudier utförda på Sicilien. Namnet är skapat från grekiskans πλεῖστος, pleīstos, "mest", and καινός, kainós, "nya".
Före 2009 ansågs pleistocen endast ha tre etager och börja vid starten för calabria för cirka 1,8 miljoner år sedan. De för pleistocen typiska nedisningarna av norra halvklotet började dock redan under gelatiden. Den Internationella stratigrafiska kommissionen fastställde därför 2009 att kvartär och pleistocen ska börja redan vid gelatidens början, för cirka 2,6 miljoner år sedan. Därmed blev gela den äldsta åldern och nedersta etagen av kvartär och pleistocen.
Perioden definieras av en omfattande nedkylning av klimatet på jorden, att vattenlevande blötdjur som klarar sig i kallare vatten utvecklas och att äldre vattenbaserade organismer (latin: discoaster) försvinner, samt att moderna hästar och elefanter uppträder och sprider sig över större områden.
I arkeologi motsvaras pleistocen av paleolitikum, den äldre stenåldern.

## Istider i Skandinavien
Under pleistocen inträffade en lång serie nedisningar av Skandinavien. De tre mest välstuderade är Elster, Saale, och Weichsel, som alla tre tidvis täckte större delen av Skandinavien och nådde norra Tyskland. 
| Kvartär Klimatskeden i Norra Europa | Kvartär Klimatskeden i Norra Europa   | Kvartär Klimatskeden i Norra Europa |
| Glacial / Interglacial              | Stadial / Kron Syreisotopstadium, MIS | Tusental år sedan                   |
| ----------------------------------- | ------------------------------------- | ----------------------------------- |
| Flandern (Holocen) värmetid MIS 1   | Subatlantisk tid                      | 2,6–0,0                             |
| Flandern (Holocen) värmetid MIS 1   | Subboreal tid                         | 5,8–2,6                             |
| Flandern (Holocen) värmetid MIS 1   | Atlantisk tid                         | 9,0–5,8                             |
| Flandern (Holocen) värmetid MIS 1   | Boreal tid                            | 9,9–9,0                             |
| Flandern (Holocen) värmetid MIS 1   | Preboreal tid                         | 11,7–9,9                            |
| Weichsel istid                      | Yngre dryas                           | 13–11,7                             |
| Weichsel istid                      | Alleröd                               | 14–13                               |
| Weichsel istid                      | Äldre dryas                           | 14                                  |
| Weichsel istid                      | Bölling                               | 15–14                               |
| Weichsel istid                      | Äldsta dryas                          | 16–15                               |
| Weichsel istid                      | Weichsels huvudfas MIS 2              | 24–16                               |
| Weichsel istid                      | Mellersta Weichsel MIS 4–3            | 70–24                               |
| Weichsel istid                      | Odderade - MIS 5a                     | 80–70                               |
| Weichsel istid                      | Rederstall - MIS 5b                   | 90–80                               |
| Weichsel istid                      | Brörup - MIS 5c                       | 100–90                              |
| Weichsel istid                      | Herning - MIS 5d                      | 115–100                             |
| Eem                                 | Eem - MIS 5e                          | 126–115                             |
| Saale istid                         | Warthe - MIS 6 Drenthe - MIS 6        | 200–126                             |
| Saale istid                         | Dömnitz - MIS 7                       | 240–200                             |
| Saale istid                         | Fuhne - MIS 8                         | 300–240                             |
| Holstein                            | MIS 9                                 | 320–300                             |
| Elster                              | MIS 10                                | 380–320                             |
| Cromer                              | MIS 21–11                             | 860–380                             |
| Bavel                               | MIS 63–22                             | 1800–860                            |
| Menap                               | MIS 63–22                             | 1800–860                            |
| Waal                                | MIS 63–22                             | 1800–860                            |
| Eburon                              | MIS 63–22                             | 1800–860                            |
| Tegelen                             | MIS 103–64                            | 2600–1800                           |
| Pretegelen                          | MIS 103–64                            | 2600–1800                           |

## Epoken i jordens kronologi
| Geokronologi                  | Geokronologi                  | Geokronologi                  | Geokronologi                   |
| Denna tabell: visa • redigera | Denna tabell: visa • redigera | Denna tabell: visa • redigera | Denna tabell: visa • redigera  |
| Eon                           | Era                           | Period                        | Epok                           |
| ----------------------------- | ----------------------------- | ----------------------------- | ------------------------------ |
| Fanerozoikum                  | Kenozoikum                    | Kvartär                       | Holocen (0,01–0)               |
| Fanerozoikum                  | Kenozoikum                    | Kvartär                       | Pleistocen (2,59–0,01)         |
| Fanerozoikum                  | Kenozoikum                    | Neogen                        | Pliocen (5–2,6)                |
| Fanerozoikum                  | Kenozoikum                    | Neogen                        | Miocen (23–5)                  |
| Fanerozoikum                  | Kenozoikum                    | Paleogen                      | Oligocen (35–23)               |
| Fanerozoikum                  | Kenozoikum                    | Paleogen                      | Eocen (57–35)                  |
| Fanerozoikum                  | Kenozoikum                    | Paleogen                      | Paleocen (65–57)               |
| Fanerozoikum                  | Mesozoikum                    | Krita                         | Yngre krita (100–65)           |
| Fanerozoikum                  | Mesozoikum                    | Krita                         | Äldre krita (146–100)          |
| Fanerozoikum                  | Mesozoikum                    | Jura                          | Yngre jura (161–146)           |
| Fanerozoikum                  | Mesozoikum                    | Jura                          | Mellersta jura (176–161)       |
| Fanerozoikum                  | Mesozoikum                    | Jura                          | Äldre jura (200–176)           |
| Fanerozoikum                  | Mesozoikum                    | Trias                         | Yngre trias (228–200)          |
| Fanerozoikum                  | Mesozoikum                    | Trias                         | Mellersta trias (245–228)      |
| Fanerozoikum                  | Mesozoikum                    | Trias                         | Äldre trias (251–245)          |
| Fanerozoikum                  | Paleozoikum                   | Perm                          | Loping (260–251)               |
| Fanerozoikum                  | Paleozoikum                   | Perm                          | Guadalupe (271–260)            |
| Fanerozoikum                  | Paleozoikum                   | Perm                          | Cisural (299–271)              |
| Fanerozoikum                  | Paleozoikum                   | Karbon                        | Pennsylvania (318–299)         |
| Fanerozoikum                  | Paleozoikum                   | Karbon                        | Mississippi (359–318)          |
| Fanerozoikum                  | Paleozoikum                   | Devon                         | Yngre devon (385–359)          |
| Fanerozoikum                  | Paleozoikum                   | Devon                         | Mellersta devon (398–385)      |
| Fanerozoikum                  | Paleozoikum                   | Devon                         | Äldre devon (416–398)          |
| Fanerozoikum                  | Paleozoikum                   | Silur                         | Pridoli (419–416)              |
| Fanerozoikum                  | Paleozoikum                   | Silur                         | Ludlow (423–419)               |
| Fanerozoikum                  | Paleozoikum                   | Silur                         | Wenlock (428–423)              |
| Fanerozoikum                  | Paleozoikum                   | Silur                         | Llandovery (444–428)           |
| Fanerozoikum                  | Paleozoikum                   | Ordovicium                    | Yngre ordovicium (461–444)     |
| Fanerozoikum                  | Paleozoikum                   | Ordovicium                    | Mellersta ordovicium (472–461) |
| Fanerozoikum                  | Paleozoikum                   | Ordovicium                    | Äldre ordovicium (488–472)     |
| Fanerozoikum                  | Paleozoikum                   | Kambrium                      | Furong (497–485)               |
| Fanerozoikum                  | Paleozoikum                   | Kambrium                      | Miaoling (509–497)             |
| Fanerozoikum                  | Paleozoikum                   | Kambrium                      | Kambriums serie 2 (521–509)    |
| Fanerozoikum                  | Paleozoikum                   | Kambrium                      | Terreneuve (541–521)           |
| Proterozoikum                 | Neoproterozoikum              | Ediacara                      |                                |
| Proterozoikum                 | Neoproterozoikum              | Kryogenium                    |                                |
| Proterozoikum                 | Neoproterozoikum              | Tonium                        |                                |
| Proterozoikum                 | Mesoproterozoikum             | Stenium                       |                                |
| Proterozoikum                 | Mesoproterozoikum             | Ecstasium                     |                                |
| Proterozoikum                 | Mesoproterozoikum             | Kalymmium                     |                                |
| Proterozoikum                 | Paleoproterozoikum            | Staterium                     |                                |
| Proterozoikum                 | Paleoproterozoikum            | Orosirium                     |                                |
| Proterozoikum                 | Paleoproterozoikum            | Ryacium                       |                                |
| Proterozoikum                 | Paleoproterozoikum            | Siderium                      |                                |
| Arkeikum                      | Neoarkeikum                   |                               |                                |
| Arkeikum                      | Mesoarkeikum                  |                               |                                |
| Arkeikum                      | Paleoarkeikum                 |                               |                                |
| Arkeikum                      | Eoarkeikum                    |                               |                                |
| Hadeikum                      |                               |                               |                                |

Teckenförklaring: Tidsintervallet inom parenteser representerar miljoner år sedan då epoken varade.